# La Monumental
La plaça de Braus de la Monumental, o simplement la Monumental, ocupa l'illa de la Gran Via de les Corts Catalanes, els carrers de Marina, Diputació i Lepant, al barri del Fort Pienc de Barcelona, i està catalogada com a bé cultural d'interès local. A més d'esdeveniments taurins, ha estat escenari d'actes musicals, polítics i espectacles de circ

## Història

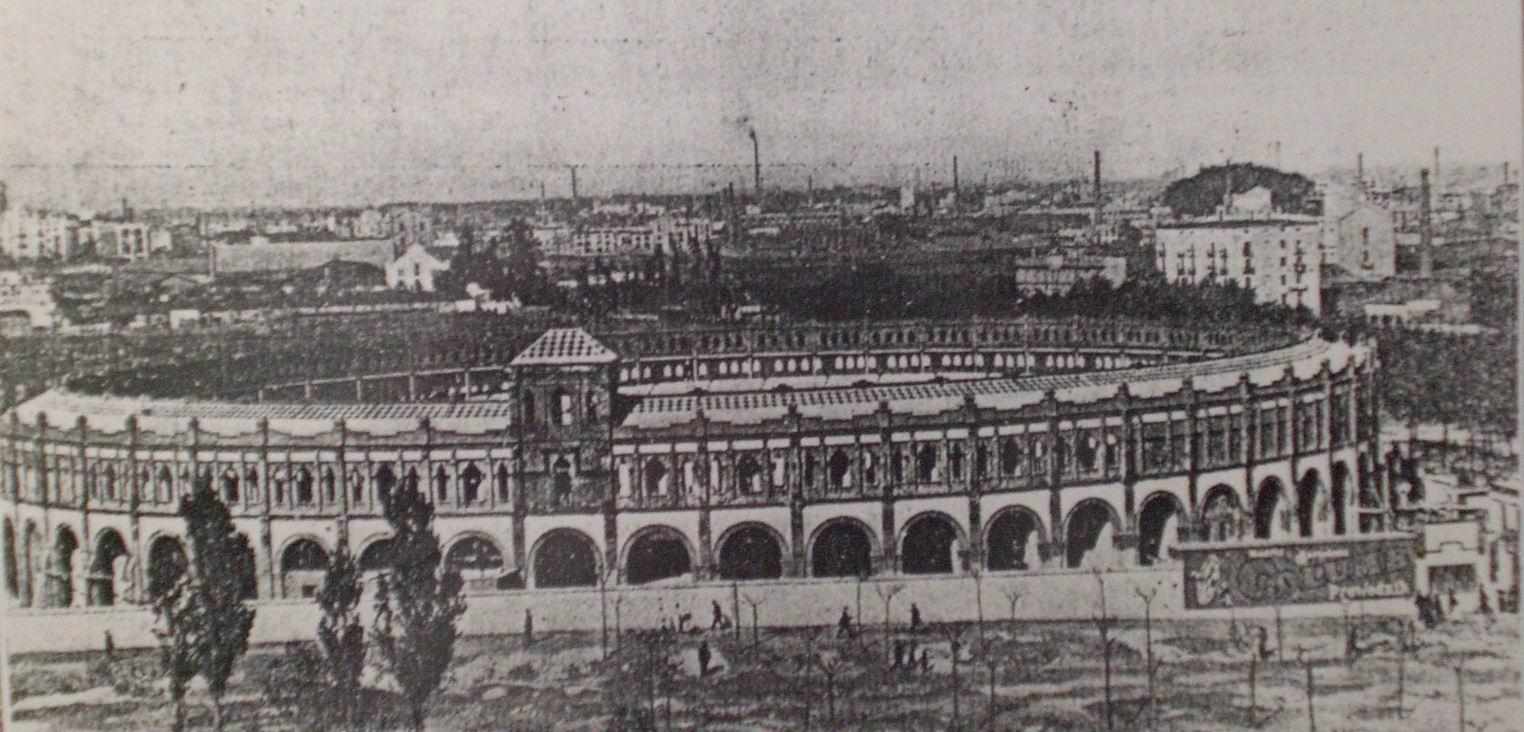
La plaça el 1914, tal com la va projectar Joaquim Raspall

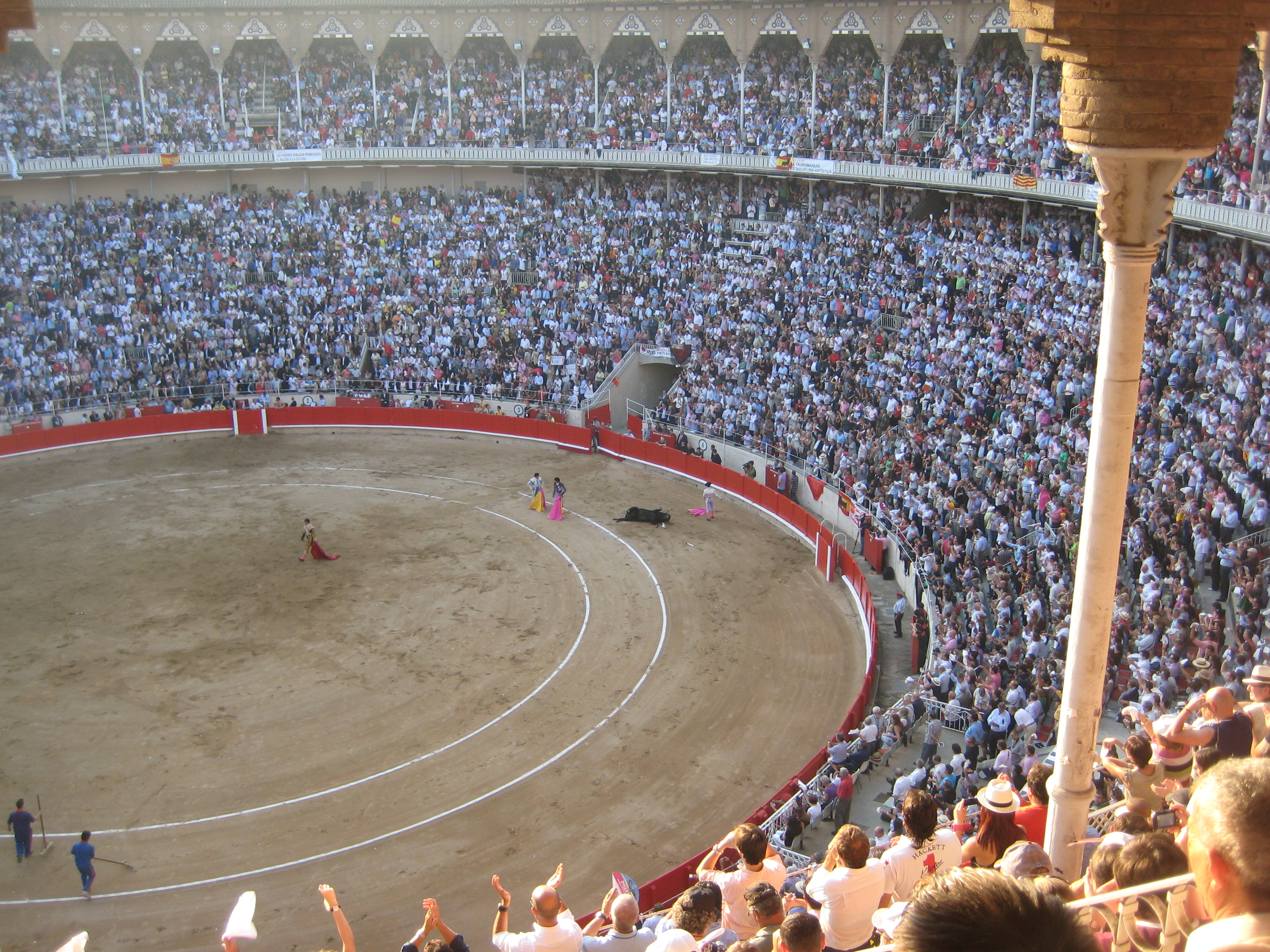
Darrera cursa de braus celebrada a la Monumental, el 25 de setembre del 2011

El 1914, els empresaris Luis del Castillo, Rafael Alba i Abelard Guarner van decidir construir una nova plaça de toros a l'Eixample, en uns terrenys de la família de Pere Milà i Camps, home de negocis i diputat a les Corts Espanyoles. Projectada per l'arquitecte Joaquim Raspall, la plaça va entrar en funcionament amb el nom d'«El Sport». Des del primer moment, adquirí un gran prestigi per la categoria dels cartells que oferia, sent considerada una de les tres places més prestigioses d'Espanya, juntament amb la plaça de Las Ventas de Madrid i La Maestranza de Sevilla.
Poc després, l'èxit dels espectacles taurins van provocar una remodelació i ampliació amb un aire modernista, que fou encarregada a l'arquitecte Ignasi Mas i Morell en col·laboració amb Domènec Sugranyes, i acabada el 1916.
Durant la Guerra Civil, la plaça va acollir mítings de dirigents republicans. Les escasses curses de braus d'aquell moment s'havien fet a les Arenes, fins que la Direcció General de Seguretat les havia prohibit. Durant la segona meitat de la guerra, la Monumental va esdevenir un garatge i magatzem de ferralla, i se'n van treure part dels bancs de fusta per construir unes rampes de ciment per les quals circulaven els vehicles.
A les dècades dels 1940 i 1950, la plaça va viure el seu màxim moment d'esplendor, amb dues i fins a tres corrides setmanals. El 1946, la vídua de Pere Milà la va vendre a l'empresari taurí Pere Balañà i Espinós. A partir dels anys 1970, l'activitat es va reduir a causa dels canvis socials, fins que a finals del segle xx el torero José Tomás la va rellançar.
L'última cursa de toros s'hi celebrà el 25 de setembre del 2011, durant la Festa Major de Barcelona, tres mesos abans de l'entrada en vigor de l'abolició de les curses de braus a Catalunya acordada pel Parlament de Catalunya.

## Descripció
Amb un aforament de 19.582 localitats, presenta una planta circular, amb un espai central on es disposa l'arena, escenari principal dels esdeveniments. Al voltant d'aquesta es desenvolupa tot una graderia radial amb dues parts bé diferenciades, una més propera a l'arena al descobert i altres més elevades cobertes per una estructura en voladís que genera una galeria correguda. Aquesta galeria desenvolupada a la banda superior de la grada, presenta dos nivells, l'inferior amb un seguit de pilars de fossa que sostenen un entaulament pla. El pis superior pren protagonisme, ja que els pilars sostenen una sèrie d'arcs lobulats de maó, decorats amb motius ceràmics. La coberta és a dues vessants, trencada únicament al punt on es desenvolupa una estructura a manera de coronament, decorada amb elements ceràmics i que hi sobresurt.
Les façanes es presenten com un element unitari tot i que, les de la Gran Via i el carrer de la Marina disposen d'un major èmfasi decoratiu. Pel que fa tant als materials emprats, com a les formes arquitectòniques té una clara influència de l'arquitectura neomudèjar i romana d'Orient. Combina el maó vist amb un revestiment d'elements ceràmics en blau i blanc que presenten peces de diferent mida i format, des de rajoles fins tessel·les.
Presenta a l'exterior dues plantes, la inferior, amb un seguit d'arcs parabòlics que permeten l'accés a l'interior del recinte alhora que creen un mur completament permeable; la superior s'organitza com un cos d'obertures amb finestres geminades d'arc parabòlic, decorades amb elements ceràmics que queden emmarcades per pilastres de maó vist. Aquestes pilastres marquen el ritme de la façana, al qual contribueixen també les vuit torres quadrades que se li adossen. Dites torres acullen les escales que condueixin als seients superiors de la grada, motiu pel qual, presenten obertures a la façana disposades en sentit ascendent. El tractament dels acabats són diferents, de forma que comptem amb dos models; d'una banda, les torres de la banda de la Gran Via i el carrer de la Marina, que es rematen amb una estructura cupular ovoide i decorades amb ceràmica. Les quatre torres localitzades al carrer Diputació i Lepant, mantenen una estructura inferior similar però canvia la coberta, en aquest cas a quatre vessants amb teules.
L'edifici es remata amb un coronament ceràmic, que a manera de frontons triangulars es desenvolupen entre cadascuna de les pilastres de la façana, a excepció del tram on es localitzen els accessos, que són rectes i sobresurten de la cota d'alçat de l'edifici. A diferència d'altres construccions d'aquest tipus, els motius arabitzants han estat atemperats, substituint els arcs lobulats per parabòlics i amb decoració ceràmica més neutra.
L'accés principal es localitza al xamfrà de la Gran Via amb el carrer de la Marina i es troba emmarcat per dues de les torres. Un cop dins del recinte, a través dels arcs de la planta baixa s'accedeix a una mena de corredor perimetral al que s'obren nombroses portes amb escales que condueixen a la plaça pròpiament dita.
Adossats a l'estructura perimetral de la plaça existeixen una sèrie d'edificis i construccions destinades a diverses activitats relacionades amb els esdeveniments taurins, destacant els espais dels corrals.
Actualment, una part de l'edifici és seu del Museu Taurí de Barcelona, on s'exposen robes, documents històrics i alguns caps de toro.